# Мисников, Николай Фёдорович
Мисников Николай Фёдорович (1879 — после 1918) — офицер Российского императорского флота, участник Русско-японской войны, защитник Порт-Артура, участник Цусимского сражения, попал в плен. Георгиевский кавалер. Участник Первой мировой войны, капитан 2 ранга. В 1918 году назначен Секретариатом морских сил Украинской народной республики «атаманом обороны Крымского полуострова, командующим Севастопольской крепости и атаманом ныне пребывающего в Крыму флота с правами командующего в военное время», в должность не вступил. Эмигрировал из России.

## Биография
Мисников Николай Фёдорович родился 21 ноября 1879 года. В службе с 1896 года, в 1899 году окончил Морской кадетский корпус и произведён в мичманы. С 1899 года служил на кораблях Сибирской флотилии и эскадры Тихого океана. Служил вахтенным начальником на бронепалубном крейсере «Адмирал Корнилов». В 1900—1901 годах участвовал в военных действиях в Китае. Награждён серебряной медалью «За поход в Китай». Затем служил вахтенным начальником на броненосце Полтава, броненосном крейсере «Баян». 28 марта 1904 года произведён в лейтенанты.
Участник Русско-японской войны. 1 мая 1904 года на минном транспорте «Амур» под командованием капитана 2-го ранга Ф. Н. Иванова, Мисников участвовал в постановке минного заграждения на пути маневрирования японского флота — банки из 50 якорных мин, на которой 2 мая подорвались японские броненосцы «Хацусэ» и «Ясима». Был награждён орденом Святой Анны 4 степени «за храбрость».
Осенью 1904 года был назначен командиром роты десанта. 13 ноября 1904 года 80 матросов лейтенанта Мисникова остановили 3-тысячный отряд генерала Накамуры, сформированный из лучших бойцов японской армии, который ночью без выстрелов прорвался в тыл укреплений Порт-Артура. Русские моряки, действовавшие отважно, спасли город во время четвертого штурма.
2 декабря 1904 года Мисников на 10-вёсельном катере с канонерской лодки «Бобр» доставил из Порт-Артура в Чифу депеши главнокомандующему генералу Алексею Николаевичу Куропаткину и командующему флотом вице-адмиралу Николаю Илларионовичу Скрыдлову. За что в 1906 году получил Высочайший подарок — тот самый катер.
С декабря 1904 по январь 1905 года Мисников секретно находился в Батавии под видом французского журналиста Масэ для сбора сообщений обо всех передвижениях японских военных судов в целях обеспечения безопасности дальнейшего плавания Второй Тихоокеанской эскадры. 24 апреля был назначен вахтенным начальником крейсера I ранга «Адмирал Нахимов», участвовал 14 мая в Цусимском сражении и попал в плен. Возвратился во Владивосток после подписания мирного договора на пароходе «Воронеж» 21 ноября 1905 года.
С 1907 года служил в Сибирской флотилии. В 1909—1910 года командовал канонерской лодкой «Киргиз» на Амуре. В 1909 году был произведён за отличие в старшие лейтенанты и 18 апреля 1909 года награждён орденом Святого Георгия 4 степени за отражение ночной атаки 13 ноября 1904 года на Курганную батарею Порт-Артура.
Часто менял флоты. В 1911 году был назначен исполняющим должность начальника Северного района береговых наблюдательных постов и станций Чёрного моря. Вновь вернулся на Дальний Восток, в 1912 году был старшим офицером учебного судна «Рында». 14 апреля 1913 года был произведён в капитаны 2 ранга. В 1913—1914 годах служил старшим офицером канонерской лодки «Манджур». Вернулся на Черноморский флот, с апреля по июль 1915 года командовал посыльным судном «Великий князь Александр Михайлович», в 1916—1917 годах был комендантом транспортов № 109 («Леванцо»), № 136 («Ризе»), № 139 («Король Альберт 1»).
После того, как советские войска оставили Перекоп и Джанкой, а к перешейкам в ходе Крымской операции выдвигалась группа войск армии Украинской Народной Республики (УНР) под командованием П. Ф. Болбочана, 6 (19) апреля 1918 года приказом Секретариата морских сил Украинской народной республики капитан 2 ранга Мисников был назначен морских сил Украинской народной республики «атаманом обороны Крымского полуострова, командующим Севастопольской крепости и атаманом ныне пребывающего в Крыму флота с правами командующего в военное время». Капитан 2 ранга Мисников отдал распоряжение поднять украинские флаги не только на кораблях, но и по всему Крымскому побережью и сообщил, что «всякое вооруженное нападение против УНР, ее власти и имущества, выступление отдельных лиц и организаций считается разбойным». В связи с тем, что германское командование ультиматумом Р. фон Коша вынудило украинские части П. Ф. Болбочана покинуть Крым, Мисников в командование не вступил. Впоследствии эмигрировал. Дальнейшая судьба неизвестна.

## Награды
Капитан 2 ранга Мисников Николай Фёдорович был награждён орденами и медалями Российской империи:
- орден Святой Анны 4 степени «за храбрость» (18.06.1904);
- орден Святого Станислава 3 степени с мечами и бантом (12.12.1905);
- орден Святого Владимира 4 степени с мечами и бантом (12.12.1905);
- орден Святой Анны 3 степени (06.12.1906);
- мечи и бант к ордену Святой Анны 3 степени (02.04.1907);
- орден Святого Георгия 4 степени (18.04.1909) за отражение ночной атаки на Курганную батарею Порт-Артура;
- орден Святого Станислава 2 степени (6 апреля 1914);
- Бронзовая медаль «За поход в Китай» (1902);
- Серебряная медаль «В память русско-японской войны» с бантом (1906);
- Светло-бронзовая медаль «В память 300-летия царствования дома Романовых» (1913)
- Крест «За Порт-Артур» (1914)
- Светло-бронзовая медаль «В память 200-летия морского сражения при Гангуте» (1915)